# Japonitata litocephala
Japonitata litocephala es una especie de insecto coleóptero de la familia Chrysomelidae.
Fue descrita científicamente en 1998 por Yang & Li.